# Matthew Peca
Matthew Peca (* 27. April 1993 in Petawawa, Ontario) ist ein kanadischer Eishockeyspieler, der seit Juli 2021 bei den St. Louis Blues aus der National Hockey League (NHL) unter Vertrag steht und parallel für deren Farmteam, die Springfield Thunderbirds, in der American Hockey League (AHL) auf der Position des Centers spielt.

## Karriere
Matthew Peca spielte in seiner Jugend unter anderem für die Ottawa Valley Titans sowie anschließend von 2009 bis 2011 für die Pembroke Lumber Kings, lief allerdings nie in der ranghöchsten Juniorenliga seiner Heimatprovinz auf, der Ontario Hockey League. Dennoch wurde er im NHL Entry Draft 2011 an 201. Position von den Tampa Bay Lightning berücksichtigt, bevor er von 2011 bis 2015 die Quinnipiac University besuchte. Mit deren Eishockeyteam, den Bobcats, nahm der Center am Spielbetrieb der ECAC innerhalb der National Collegiate Athletic Association (NCAA) teil. Während dieser Zeit wurde er je einmal ins All-Rookie Team sowie ins First All-Star Team der ECAC gewählt.
Zum Ende der Saison 2014/15 wechselte Peca in die Organisation der Lightning, indem er im April 2015 einen Einstiegsvertrag unterzeichnete und anschließend beim Farmteam der Lightning, den Syracuse Crunch, in der American Hockey League (AHL) eingesetzt wurde. In den folgenden drei Jahren lief der Kanadier regelmäßig für die Crunch auf und vertrat das Team beim AHL All-Star Classic 2018, während er in den Spielzeiten 2016/17 und 2017/18 jeweils zehn Spiele für Tampa in der National Hockey League (NHL) bestritt.
Nach der Spielzeit 2017/18 wurde sein auslaufender Vertrag in Tampa nicht verlängert, sodass er sich als Free Agent im Juli 2018 mit einem Zweijahresvertrag den Canadiens de Montréal anschloss. Diese gaben ihn zur Trade Deadline im Februar 2020 an die Ottawa Senators ab und erhielten im Gegenzug Aaron Luchuk sowie ein Siebtrunden-Wahlrecht für den NHL Entry Draft 2020.
In der kanadischen Hauptstadt war Peca in der Folge bis Sommer 2021 aktiv, ehe sein auslaufender Vertrag nicht verlängert wurde und er sich als Free Agent den St. Louis Blues anschloss.

## Erfolge und Auszeichnungen
- 2012 ECAC All-Rookie Team
- 2015 ECAC First All-Star Team
- 2018 Teilnahme am AHL All-Star Classic
- 2025 AHL First All-Star Team

## Karrierestatistik
Stand: Ende der Saison 2023/24
(Legende zur Spielerstatistik: Sp oder GP = absolvierte Spiele; T oder G = erzielte Tore; V oder A = erzielte Assists; Pkt oder Pts = erzielte Scorerpunkte; SM oder PIM = erhaltene Strafminuten; +/− = Plus/Minus-Bilanz; PP = erzielte Überzahltore; SH = erzielte Unterzahltore; GW = erzielte Siegtore; 1 Play-downs/Relegation; Kursiv: Statistik nicht vollständig)